# Nove, Ohtîrka
Nove (în ucraineană Нове) este un sat în comuna Oleșnea din raionul Ohtîrka, regiunea Sumî, Ucraina.

## Demografie
Componența lingvistică a localității Nove
     Ucraineană (100%)
Conform recensământului din 2001, toată populația localității Nove era vorbitoare de ucraineană (100%).